# Memory Stick

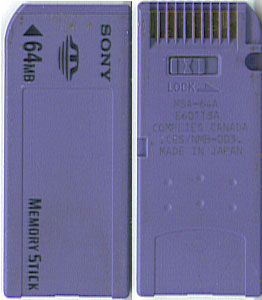
Карта Memory Stick спереду і ззаду

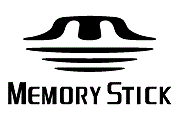
Логотип

Memory Stick — носій інформації на основі технології флеш-пам'яті, представлений корпорацією Sony в жовтні 1998 року. Модулі пам'яті Memory Stick використовуються у відеокамерах, цифрових фотоапаратах, персональних комп'ютерах, принтерах і інших електронних пристроях різних фірм (переважно самої компанії Sony). Існують декілька різновидів модулів пам'яті Memory stick, це Memory Stick, Memory Stick Pro, Memory Stick Duo, Memory Stick M2. У грудні 2006 Sony представила Memory Stick PRO-HG, високошвидкісний варіант MS PRO для використання в камерах з високою роздільною здатністю.
Всі вони розрізняються форм-фактором (розмірами), проте, існують спеціальні перехідники (адаптери) для підключення модулів одного виду в слот іншого виду.

## Історія
Оригінальні карти пам'яті були доступні в розмірі до 128 Мб, а в деяких підверсіях, Memory Stick Select, застосовувалися два банки по 128 Мб на одній карті. Але одразу після представлення виявилося, що флеш-карти поступаються конкуруючим стандартам в місткості та швидкості. Компанія Sony була змушена на ходу перебудовуватися, додаючі нові несумісні форм-фактори для того, щоб відповідати вимогам часу. Незважаючи на пропаганду, Memory Stick фактично не був прийнятий іншими виробниками портативних пристроїв. Але гігант споживчої електроніки Sony має власну широку номенклатуру товарів, і слоти Memory Stick з'явилися де тільки можна в продукції Sony — від ноутбуків до мишей.
8-гігабайтні карти були представлені в 2006 році на виставці «Consumer Electronics Show» в Лас-Вегасі, і, за словами представників Sony, максимальний потенціал Memory Stick PRO становить 32 Гб (карта з таким обсягом буде доступна в 2009 році).
10 січня 2008 року компанія «Sony» анонсувала нову картку під лейблом «Memory Stick PRO DUO Mark 2», обсяг якої становить 16 Гб (реальний обсяг після форматування — 14,9 Гб).

## Різновиди
Існують декілька різновидів карт пам'яті Memory Stick:
| Тип карти                   | Габаритні розміри, мм | Ємкість карт                     | Швидкість зчитування | Швидкість запису | Примітки                                             |
| --------------------------- | --------------------- | -------------------------------- | -------------------- | ---------------- | ---------------------------------------------------- |
| Memory Stick                | 50×21,5×2,8           | 4/8/16/32/64/128 МБ              | 14,4 МБ/с (1,8 МБ/с) | —                |                                                      |
| Memory Stick Select         | 50×21,5×2,8           | 128 МБ                           | —                    | —                |                                                      |
| Memory Stick Duo            | 31×20×1,6             | 128 МБ                           | 160 МБ/с (макс.)     | —                | MS Duo [Архівовано 18 липня 2010 у Wayback Machine.] |
| Memory Stick Micro (M2)     | 15×12,5×1,2           | 64/128/256/512 МБ, 1/2/4/8/16 ГБ | 160 МБ/с (макс.)     | —                | MS Micro                                             |
| Memory Stick PRO            | 50×21,5×2,8           | 128/256/512 МБ, 1 ГБ             | —                    | —                |                                                      |
| Memory Stick PRO Duo        | 31×20×1,6             | 1/2/4/8/16 ГБ                    | 160 МБ/с (макс.)     | —                | MS PRO Duo                                           |
| Memory Stick PRO Duo Mark 2 | 31×20×1,6             | 2/4/8/16/32 ГБ                   | 160 МБ/с (макс.)     | —                |                                                      |
| Memory Stick PRO-HG         | —                     | 4/8/16 ГБ                        | —                    | —                |                                                      |
| Memory Stick PRO-HG Duo     | 31×20×1,6             | 4/8/16/32 ГБ                     | 128 МБ/с (макс.)     | —                | MS PRO-HG Duo                                        |

## Цікаві факти
Наявна в логотипі Memory Stick фігура, що нагадує космічний корабель, можливо, є переверненою буквою W із старого логотипу Aiwa. Невідомо, чи було дане зображення вибрано дизайнерами навмисно, або це є збігом.

## Галерея

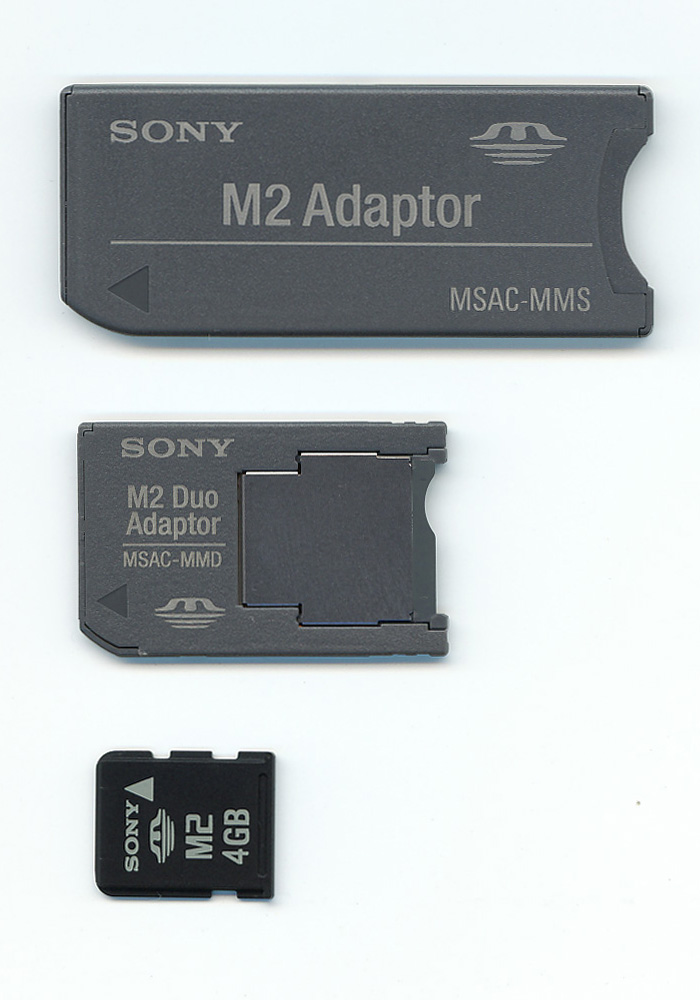
адаптери та Memory Stick Micro M2 (знизу)
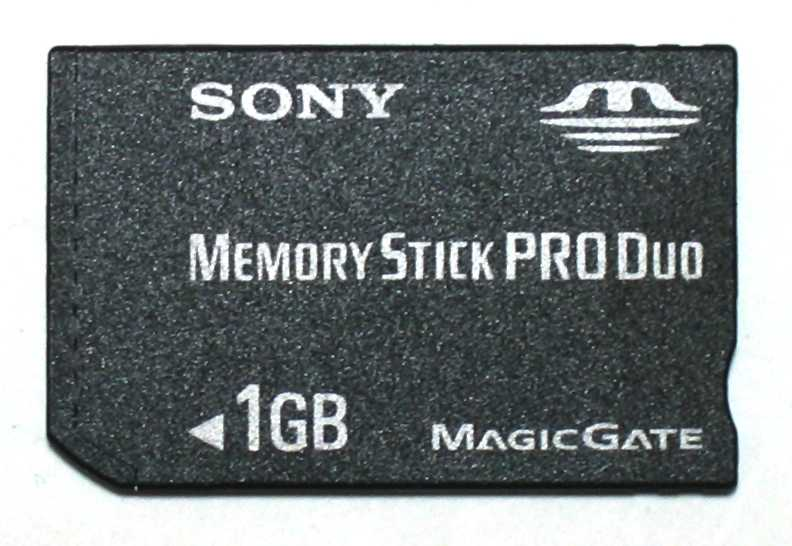
Memory Stick PRO Duo
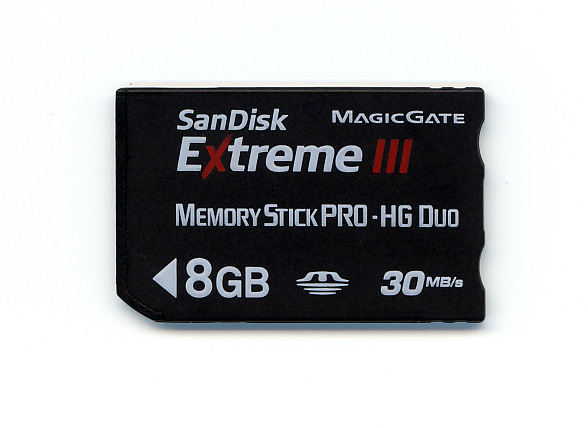
Memory Stick PRO • HG Duo
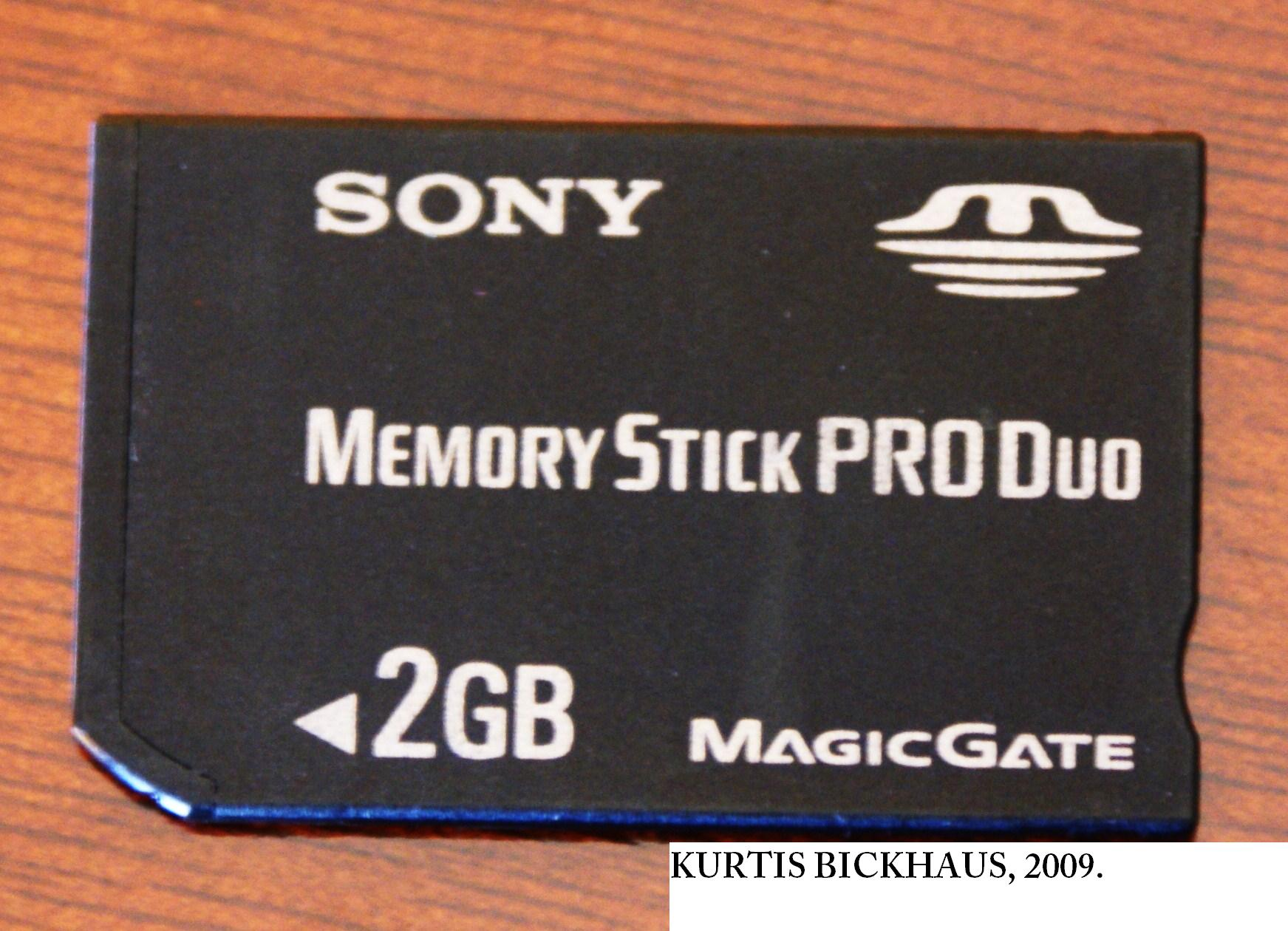
Memory Stick PRO Duo Mark2